# Wilhelm Avieny
Wilhelm Avieny (* 21. November 1897 in Wiesbaden; † 1983) war ein deutscher Bankkaufmann, Industriemanager, NSDAP-Gauwirtschaftsberater und SS-Obersturmbannführer (1943).

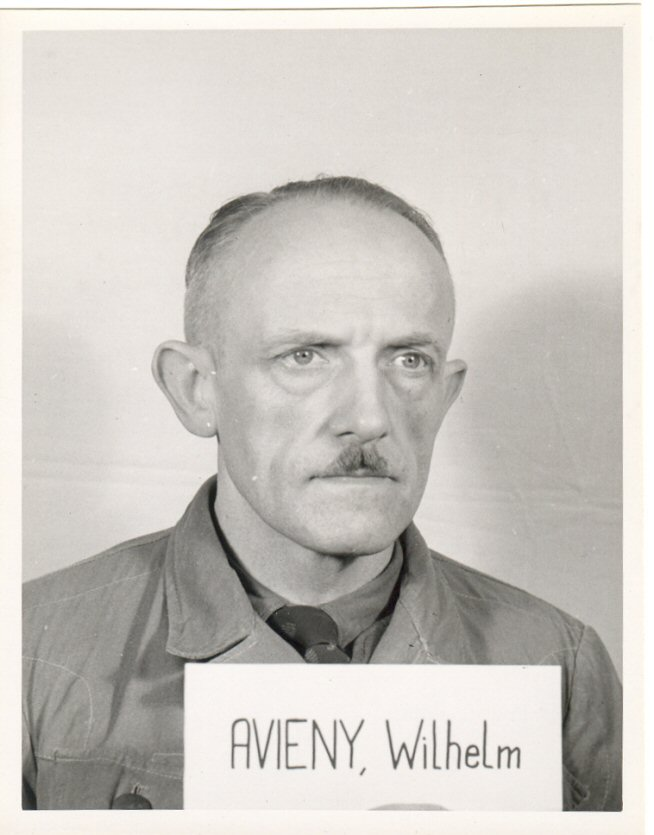
Wilhelm Avieny in alliierter Internierung (1945–1949)

## Leben
Avieny nahm von 1916 bis 1918 am Ersten Weltkrieg teil und wurde 1919 aus der Armee entlassen. Er gehörte nach 1918 mehreren reaktionären Organisationen an, so dem Jungdeutschen Orden und der Marine-Brigade Ehrhardt. Zeitweise war Avieny auch Mitglied der Deutschen Volkspartei (DVP). Zum 1. Dezember 1931 trat er der NSDAP bei (Mitgliedsnummer 761.304). Avieny wurde auch Mitglied der SS (Mitgliedsnummer 128.233) und wurde Träger des SS-Ehrendegens.
Er hatte gute Beziehungen zum Gauleiter und Reichsstatthalter des Volksstaates Hessen Jakob Sprenger und konnte nach 1933 mit dessen Hilfe einer der einflussreichsten Wirtschaftsfunktionäre im rhein-mainischen Wirtschaftsgebiet werden. Schon früh war Avieny an der „Arisierung“ von Betrieben beteiligt und spielte etwa beim „Verfahren“ gegen den Fuld-Konzern eine Rolle. 1935 wurde er Provinzialrat der Provinz Hessen-Nassau. 1936 wurde er Leiter der Gauheimstätte des NSDAP-Gaus Hessen-Nassau, 1938 Vorstandsmitglied der Metallgesellschaft, 1939 erster Leiter des Dulag Luft in Oberursel, und 1943 als Nachfolger von Karl Eckardt Gauwirtschaftsberater des Gaues Hessen-Nassau. Im Übrigen sicherte er Sprenger Einfluss in der Polytechnischen Gesellschaft und der Frankfurter Sparkasse von 1822.
Nach Ende des Zweiten Weltkrieges wurde Avieny in Darmstadt interniert und im Spruchkammerverfahren als „belastet“ eingestuft. Zudem wurden ihm die bürgerlichen Ehrenrechte aberkannt und ein Großteil seines Vermögens eingezogen, das er während der NS-Zeit angehäuft hatte.

## Funktionen
- November 1933 bis Februar 1939 Generaldirektor der Nassauischen Landesbank in Wiesbaden
- 1942 Vorsitzender des Aufsichtsrats und Generaldirektor der Metallgesellschaft in Frankfurt
- Bezirksobmann des Aufsichtsrats der Reichsgruppe Banken
- Vizepräsident der Industrie- und Handelskammer Frankfurt
- Gauamtsleiter
- Gaujägermeister
- 1937 Aufbau und Führung der neuen Reichssiedlungsschule (RSH) in Oberstedten (heute zu Oberursel)
- 1939 kurzzeitig erster Leiter des anrainenden Kriegsgefangenenlagers der Luftwaffe (Dulag Luft)
- Wehrwirtschaftsführer
- Rüstungsobmann für den Wehrkreis XII
- Vertreter von Gauleiter Sprenger im Vierjahresplan